# Здухач
Здухач (серб. Здухаћ, ще вједогоња, вјетровњак — людина, котра проганяє хмари) — у міфології південних слов'ян (сербів, чорногорців, словен, болгар, македонців) та ін. балканських народів — особа (людина чи напівлюдина) з надзвичайними здібностями, яка могла своїми вміннями захистити село чи ниву (урожай) від руйнівного впливу надзвичайних стихійних явищ (бурі, величезної зливи, граду тощо). 

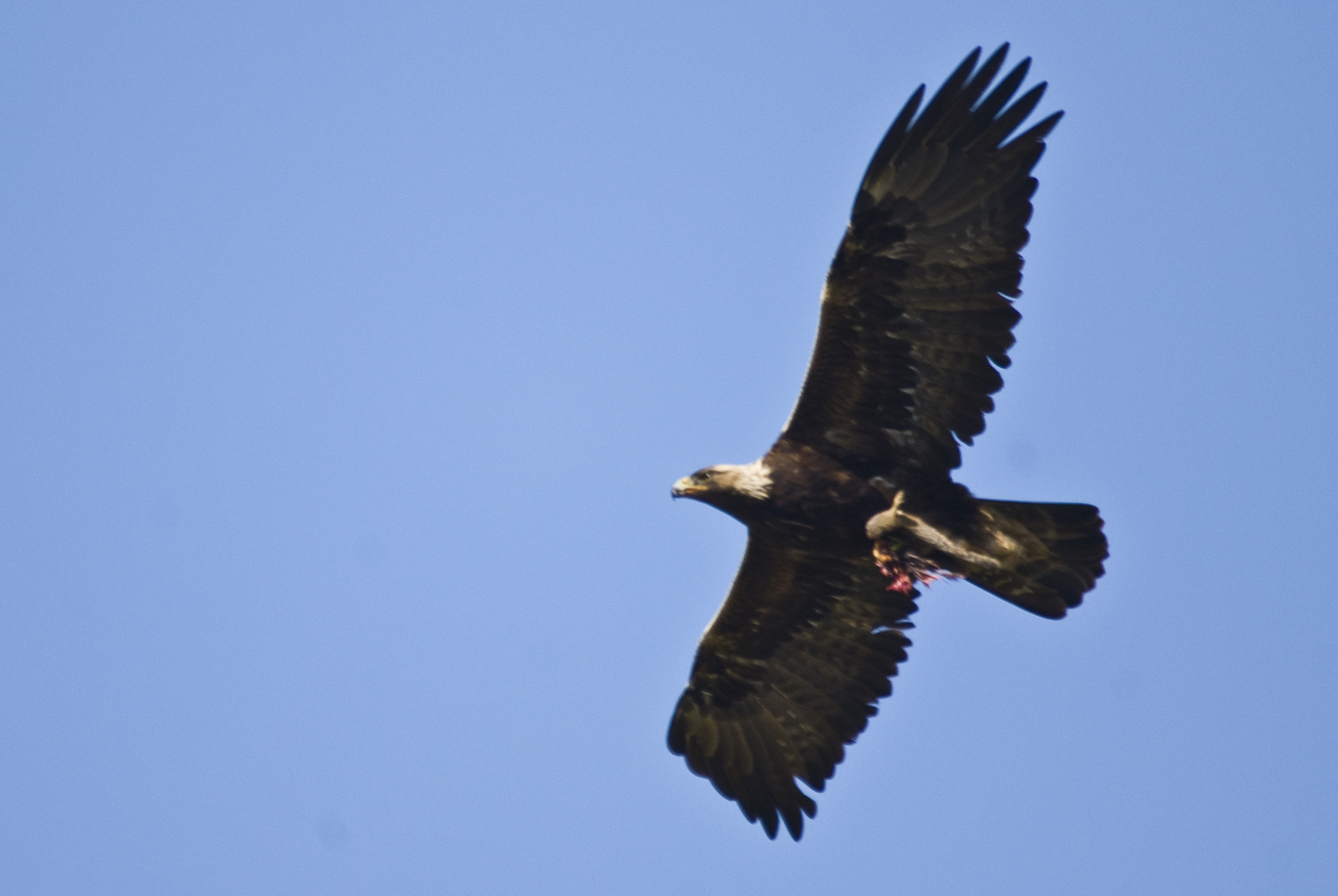
Душа здухача могла прийняти подобу орла

Вважалося, що душа здухача залишає тіло господаря під час сну, щоб битися з злими демонами та попереджувати несприятливі атмосферні явища, а після перемоги над злими силами чи стихіями — душа повертається до господаря і людина прокидається з відчуттям величезної втоми, інколи після цього хворіє. Душа здухача могла прийняти подобу орла (або великого птаха з білими крилами) чи бика.